# Episodi di The Glades (terza stagione)
La terza stagione della serie televisiva The Glades è stata trasmessa in prima visione negli Stati Uniti d'America dal canale via cavo A&E Network dal 3 giugno al 12 agosto 2012.
In Italia, la stagione è andata in onda in prima visione sul canale satellitare Fox dal 17 giugno al 5 agosto 2013.
| nº | Titolo originale    | Titolo italiano          | Prima TV USA   | Prima TV Italia |
| -- | ------------------- | ------------------------ | -------------- | --------------- |
| 1  | Close Encounters    | Testamento               | 3 giugno 2012  | 17 giugno 2013  |
| 2  | Poseidon Adventure  | L'avventura del Poseidon | 10 giugno 2012 | 24 giugno 2013  |
| 3  | Longworth's Anatomy | Lezione di autopsia      | 17 giugno 2012 | 1º luglio 2013  |
| 4  | The Naked Truth     | La nuda verità           | 24 giugno 2012 | 8 luglio 2013   |
| 5  | Food Fight          | Concorrenza pericolosa   | 1º luglio 2012 | 15 luglio 2013  |
| 6  | Old Times           | Vecchi tempi             | 8 luglio 2012  | 22 luglio 2013  |
| 7  | Public Enemy        | Nemico pubblico          | 15 luglio 2012 | 22 luglio 2013  |
| 8  | Fountain of Youth   | Una SPA maledetta        | 22 luglio 2012 | 29 luglio 2013  |
| 9  | Islandia            | L'isola dei sogni        | 5 agosto 2012  | 29 luglio 2013  |
| 10 | Endless Summer      | Sulla cresta dell'onda   | 12 agosto 2012 | 5 agosto 2013   |